# Digital hardcore
Digital Hardcore – gatunek muzyczny łączący w sobie elementy muzyki gitarowej (hardcore punk, metal, rock) z cięższymi odmianami muzyki elektronicznej (gabber, jungle, breakbeat, industrial, noise).
Nazwa gatunku pochodzi od wytwórni założonej przez Aleca Empire – Digital Hardcore Recordings i pierwotnie odnosiła się do zrzeszonych w niej grup. Sam Alec Empire był frontmanem pierwszego zespołu digital hardcore – Atari Teenage Riot. Wszyscy jego członkowie wywodzili się z berlińskiej sceny techno i punk. Odcinając się od świata muzyki techno i nieewoluującego punk rocka, stworzyli własny gatunek, łączący w sobie najbardziej radykalne elementy techno i punk.
Począwszy od roku 1994 digital hardcore bardzo się rozwinął i zdobył dużą popularność, szczególnie w Japonii. Powstają nowe wytwórnie muzyczne i nowe zespoły. Jedną z bardziej znanych wytwórni jest DTrash Records z Kanady.
Polskimi przedstawicielami sceny digital hardcore są poznański DHC Meinhof i bytomski Hercklekot.

## Wybrani wykonawcy
- Atari Teenage Riot
- Alec Empire
- Hanin Elias
- The Shizit
- Ambassador 21
- Moshpit
- EC8OR
- Shizuo
- Bomb20
- The Mad Capsule Markets
- DHC Meinhof
- Extasick
- F-Noise
- Lolita Storm
- Panic Drives Human Herds
- Phallus Uber Alles
- Punish Yourself
- Rabbit Junk